# Libertà Civica
Libertat Cívica - Ciutadans FVG (Libertà Civica, LC), anteriorment Ciutadans pel President - Una regió en comú (Cittadini per il Presidente - Una regione in comune, CpP), és un partit polític de caràcter centrista actiu al Friül-Venècia Júlia des del 2003. El partit fou al principi fundat en suport de l'intent de Riccardo Illy per esdevenir President de Friül-Venècia Júlia en l'àmbit de la coalició del centreesquerra Intesa Democratica.
Després de la seva derrota electoral del 2008 va prendre el nom de Libertat Cívica - Ciutadans FVG, canviant el seu nom segons diverses declinacions locals tals com Libertat Civíca - Ciutadans per Trieste. Es presenta a les eleccions regionals de 2013 en la coalició de centreesquerra amb la denominació Ciutadans per Debora Serracchiani President.

## Consell Regional
- A les eleccions regionals de 2003, després dels quals Illy vengué President, CpP obtingué el 7,5% (37.440 vots).[2]

Els Ciutadans pel President en la legislatura del 2003-2008 van constituir el present grup al Consell Regional amb 6 consellers: Bruno Malattia (President del grup), Maurizio Paselli (Vicepresident del grup), Pietro Colussi, Uberto Fortuna Drossi, Carlo Monai (Vicepresident del Consell Regional), Paolo Panontin
Del 2003 al 2006 formava part també del grup Maria Teresa Bassa Poropat, que després fou elegida presidenta de la província de Trieste el 2006.
En la junta regional 2003-2008, els Ciutadans eren presents amb l'assessora de programació de recursos economicofinancers Michela Del Piero i l'assessor de l'organització del personal Gianni Pecol Cominotto.
- A les eleccions regionals de 2008 CpP va obtenir només el 5,09% (28.867 vots)[3] i dos consellers regionals Pietro Colussi i Stefano Alunni Barbarossa. Com Illy fou derrotat, CpP va canviar el seu nom per a reflectir la seva nova condició.

La llista es col·loca doncs a l'oposició, ja que va ser derrotada la coalició de centreesquerra encapçalada per Illy. Al Consell Regional es va aconseguir un acord amb Itàlia dels Valors per la constitució d'un grup únic anomenat Itàlia dels Valors-Ciutadans, amb Pietro Colussi com a cap de grup.
- A les eleccions regionals del 2013 van obtenir el 5,30% (21.169 vots) i 3 consellers a l'interior de la majoritat encapçalada per Debora Serracchiani.

## Ciutadans per Trieste
Per Trieste i la Província de Trieste la lista cívica pren la denominació de Ciutadans per Trieste. El President de l'associació és Maurizio Fanni, en el consell comunal és present el conseller Patrick Karlsen.

## Ciutadans pel Síndic (Udine)
A Udine sempre l'any 2003, la llista cívica es va presentar amb la denominació de Ciutadans pel Síndic en suport del candidat de centreesquerra Sergio Cecotti que va obtenir el 7,14% (3.115 vots), amb 3 consellers comunals elegits, Alberto Bertossi, Luciano Gallerini i Giorgio Rosignoli.
A les eleccions comunals del 2008 van donar suport al síndic Furio Honsell, la llista va obtenir el 4,4% (2.218 vots), amb dos consellers comunals, Giovanni Barillari i Alberto Bertossi.

## Una regió en comú
A escala regional les llistes cíviques que fan referències a Ciutadans pel President es van ajuntar en una associació política i cultural anomenada Una regió en comú, de la qual és President Bruno Malattia i els Viceprsidents Silvio Cosulich per Trieste, Umberto Miniussi per Gorizia, Giordano Zoppolato per Udine i Francesco Gasparinetti per Pordenone.
A escala nacional es va constituir una coordinació de les llistes cíviques anomenat Govern Cívic al qual es van adherir els Ciutadans pel President.